# Kostel Narození Panny Marie (Želiv)
Kostel Narození Panny Marie v Želivě je součástí areálu tamního kláštera. Společně s ním byl v roce 2010 vyhlášen národní kulturní památkou České republiky. Současná podoba chrámu je výsledkem přestavby ve stylu gotizujícího baroka, která byla provedena v letech 1714–1720 podle projektu Jana Blažeje Santiniho-Aichela.

## Historie

### Založení a stavební úpravy do 16. století
Klášter s kostelem Narození Panny Marie byl založen roku 1139 pražským biskupem Otou spolu s českým knížetem Soběslavem a jeho manželkou Adlétou. Nejprve zde sídlila kanonie benediktinů, kteří přišli z kláštera v Sázavě. O několik desetiletí později museli benediktini klášter opustit a do Želiva přicházejí premonstrátští řeholníci ze Steinfeldu vedení opatem Gotschalkem. V následujících letech nastal velký rozkvět kláštera (roku 1375 je přestavěn do gotického slohu), který ukončily až husitské bouře. V husitské době je pak klášter dvakrát vypleněn. Následně je zkonfiskován a získávají ho Trčkové z Lípy. Zpět do držení premonstrátů se dostává až po 155 letech, kdy ho v roce 1623 vykoupil za 18 000 zlatých strahovský opat Kašpar z Questenberka.

### Želiv v době barokní
Důležité stavební úpravy začaly hned po vykoupení Želiva z majetku Trčků z Lípy roku 1623. Strahovský opat Kašpar z Questenberku se podílel na stavbě lodi kostela a opravě kláštera. Jméno stavitele není známo, literatura se o něm zmiňuje jako o „vlašském mistru“. Rekonstrukce byla dokončena roku 1630, kdy kostel vysvětil kardinál Arnošt Harrach.
Další stavební a interiérové úpravy následovaly hned vzápětí – položení základů nového konventu (za opata Norberta z Amelunxen (1649–1654)), nové varhany, tři nové oltáře, nebo např. obnovení opatských pokojů (za opata Siarda Falca (1661–1677)). V dalších letech je kostel a klášter neustále upravován a vybavován nábytkem, oltáři a dalšími potřebnými doplňky.
Rok 1712 však nebyl pro klášter příznivý. V dubnu vypukl požár, který byl naštěstí rychle uhašen, ale to nejhorší nastalo 16. června, kdy vypukl vinou kuchaře nový požár, který se již nepodařilo včas uhasit a shořel nejen konvent, ale i trojlodí kostela. Jediné, co zůstalo bez poškození, byla sakristie a kněžiště, které bylo provizorně upraveno a uzavřeno slabou zdí.

### Santini a stavba kostelního trojlodí
K první fázi oprav kostela byl povolán stavitel Antonín Scotti, který pro klášter pracoval již od roku 1710. Po obnovení konventních budov a přilehlých klášterních traktů bylo přistoupeno k obnově zničeného trojlodí kostela. Na radu sedleckého opata Bonifáce Blahny oslovuje opat Jeroným Hlína (1703–1725) architekta Jana Blažeje Santiniho. Důvodem této volby může být i rozhodnutí obnovit trojlodí v gotických formách a Hlínova znalost sedleckého chrámu, kde byl zapsán do bratrstva sv. 14 pomocníků. První Santiniho pobyt v Želivě je doložen 24.–27. dubna 1714, zároveň dostává vyplaceno prvních 124 zlatých. Tento údaj lze vyčíst z kalendářních poznámek opata Hlíny.
Druhá návštěva 6. června byla spojena s dovezením plánů nového trojlodí. Santinimu bylo za ně vyplaceno 125 zlatých. Při třetí návštěvě 14. září Santini zároveň vyměřil kostel ve Vojslavicích, který měl být přestavěn.
Stavba trojlodí kostela velmi rychle pokračovala, takže 5. listopadu se začal osazovat krov, který byl dokončen nejspíš v polovině listopadu, protože již 22. listopadu byl na vrchol střechy osazen kříž s ostatky svatých. Téhož roku (1714) přijel Santini do Želiva ještě 30. listopadu, kdy přivezl opatu Hlínovi plány kostelů ve Lhoticích a Vojslavicích.
V následujícím roce 1715 se začalo stavět 26. března, kdy bylo uvnitř kostela postaveno lešení a 26. července opat posvětil základní kameny první věže. Druhá věž se začala stavět 7. října. V opatových zápiscích také lze najít, že od října se začíná pracovat na druhé půlce klenby. Ukončení stavebních prací toho roku je datováno společně s dokončením základů obou věží 16. listopadu.
Rok 1716 se nesl ve znamení dokončování klenby trojlodí, svěcení zvonů a oplechování věží. Santini navštívil v tomto roce Želiv již 14. ledna a zdržel se čtyři dny, kdy spolu s opatem a stavitelem Janem Jakubem Voglerem vedli poradu o nových varhanách a také navštívili Humpolec, kde měl opat v plánu přestavět kostel sv. Mikuláše. Klenba v hlavní lodi v Želivě byla dokončena 26. června a zedníci začali stavět lešení v bočních lodích. 30. června přijel znovu do Želiva Santini a přivezl plány na chórové lavice, za které dostal 28 zlatých. Klenba kostela je uzavřena 11. září za přítomnosti Santiniho a stavitele Voglera.
Pro rok 1717 se opatovy zápisky nedochovaly a klášterní anály žádné stavební práce na trojlodí nezaznamenávají. Roku 1718 se stále ještě pracovalo na věžích kostela – byl přivezen plech a byly dělány hodiny. V kostele byl mezitím obnoven hlavní oltář a celý kostel nově vydlážděn. Santini dostal za rok 1718 vyplaceno dvakrát 20 zlatých.
Práce na věžích pokračovaly i v roce 1719. Byly na nich instalovány hodiny, oplechovány báně věží a 5. listopadu byly v kostele umístěny nové lavice. Tohoto roku dostal Santini třikrát 20 zlatých (13. června, 10. srpna a 5. prosince) a zároveň ještě dalších 20 zlatých „za obrysy.”
Poslední zaznamenaný Santiniho pobyt v Želivě je 14. prosince 1719, kdy dostal zaplaceno 10 zlatých „za máslo.” Stavba kostela byla definitivně dokončena roku 1721. V roce 1728 bylo nově upraveno prostranství před kostelem. Kostel byl slavnostně vysvěcen 7. října 1736.

### Kostel od 2. poloviny 18. století
Santiniho úprava kostela ve stylu gotizujícího baroka  zůstala zachována i v průběhu dalších let. Nenarušily ji ani opravy v letech 1884–1885 nebo požár, který zachvátil sousední budovy kláštera v roce 1907 a částečně poškodil jižní věž kostela. V letech 1916–-1917 bylo průčelí kostela obohaceno o sochy Panny Marie s Ježíškem a dvou andělů od akademického sochaře Čeňka Vosmíka. Na schodišti před kostelem byly o rok později  instalovány sochy sv. Cyrila a sv. Metoděje v nadživotní velikosti. 
V roce 1992 byly na věž kostela zavěšeny čtyři zvony, dar od bavorské farnosti Pfoffenhofen. 
V letech 2006–2008 byl kostel ochráněn proti vlhkosti a byly restaurovány zpovědnice a boční oltáře. Na tyto práce navázala kompletní obnova kostela v roce 2015 s využitím dotačních fondů Evropské unie v rámci projektu Kostel Narození Panny Marie – středisko pro duchovní a kulturní obnovu. Po statickém zajištění budovy a posílení konstrukce krovu následovala obnova vnějšího pláště, vnitřní výmalby a vitrážových oken i řada dalších úprav, například konzervační obnova interiérů dvou věží v průčelí kostela, které se dochovaly v autentické podobě se Santiniho dřevěnými točitými schodišti a štukovou výzdobou. Byl restaurován mobiliář a další prvky zařízení: kromě závěsných obrazů, polychromovaných soch, dřevořezeb a mnoha dalších předmětů ze dřeva bylo třeba obnovit i kovové prvky nebo vytvořit umělý mramor původní technikou. V roce 2016 byla provedena obnova hlavních varhan.
V roce 2018 byl v kostele instalován nový obětní stůl, dílo slovenského architekta Svetozára Ilavského. V tomto obětním stole jsou umístěny ostatky dvanácti mučedníků, mezi nimiž jsou také ostatky mučedníků z doby nacismu a komunismu. Ilavský je také autorem památníku obětem totalitních režimů, který byl odhalen u příležitosti tradiční Pouti smíření v srpnu 2019. Dřevěný kříž s bronzovým korpusem Ježíše Krista a s pamětní deskou, na které je uveden citát kněze Antonína Šuránka, vězněného v období komunismu, je umístěn v zadní části lodi kostela.

## Popis

### Exteriér

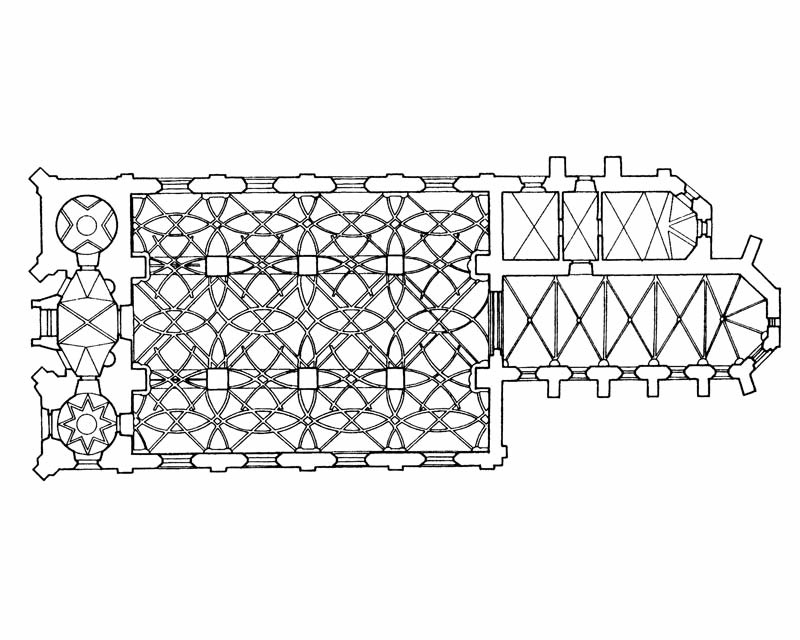
půdorys kostela

Želivské trojlodí se liší od předešlých Santiniho staveb. Jeho úkolem zde bylo spojit nové trojlodí se starší zachovanou gotickou částí, zatímco u Kladrub, či v Sedlci přestavoval celý středověký komplex do hávu barokní gotiky. Také přání želivského opata, aby bylo zachováno přibližné půdorysné řešení původního chrámu, i dvouvěžové západní průčelí, také určitým způsobem omezilo Santiniho možnosti. Vnějšek trojlodí je koncipován jako jednoduchý, nečleněný objem na obdélném půdorysu s mansardovou střechou. Průčelí je rozděleno do dvou plánů. V prvním plánu se nacházejí předsunuté boční věže o výšce 44 m, ve druhém pak ustupující střed s předsazenou polygonální předsíní. Fasáda je omítnutá, aby odpovídala fasádě kněžiště.
Gotické tvarosloví se na exteriéru stavby skoro neobjevuje. Nenajdeme tu žádné typické prvky, jako jsou fiály, kraby, křížové kytky. Gotický řád je tu výrazně redukován na lineární formy, což ve vývoji Santiniho tvorby odkazuje k jeho architektonickým realizacím ve stylu formálního minimalismu barokně–gotických fasád ve 20. letech 18. století. Typickým prvkem je „vylehčování“ fasád směrem vzhůru, což se objevuje hlavně u věží, kdy se v každém patře mění tvary a formáty okenních otvorů a dalším „atypickým, jaksi tektoniky inverzním motivem jsou ustouplá, rustikou členěná nároží namísto nárožních lisenových armatur v horních dvou etážích věží.“ Podobně jsou řešeny i báně věží s oktogonálními lucerničkami s převýšenými jehlancovými stříškami. Střední pole fasády, které ustupuje, je ještě opticky prohloubené a vylehčené směrem ke svatonorbertské monstranci, která byla zhotovena podle Santiniho návrhu a osazena roku 1719.

### Interiér
Interiér je trojlodní. Délka hlavní lodi je více než 30 metrů, délka presbytáře 22 metrů, šířka trojlodí je 22 metrů, šířka presbytáře 8 metrů, výška hlavní lodi je 20 metrů, výška presbytáře 18 metrů. Hlavní loď je zaklenuta čtyřmi poli příčně obdélného půdorysu, boční lodě pak čtyřmi poli lehce hloubkově obdélného půdorysu. Nejpozoruhodnějším prvkem interiéru želivského chrámu jsou boční empory, vložené do tří polí bočních lodí od západu. Čela empor v pohledu z hlavní lodi jsou formována jako sdružené arkády bez středového opěrného pilíře. Zároveň tato čela směrem vzhůru nabírají na hmotě, čímž vzniká dojem jakoby „z ničeho v jistém bodě krystalizovala a směrem vzhůru sílila, rostla a nabývala.“ Zároveň, ale v pohledu z bočních lodí se jeví jako visutý klenák, který je zavěšený ve vrcholu záklenku mezilodní arkády.

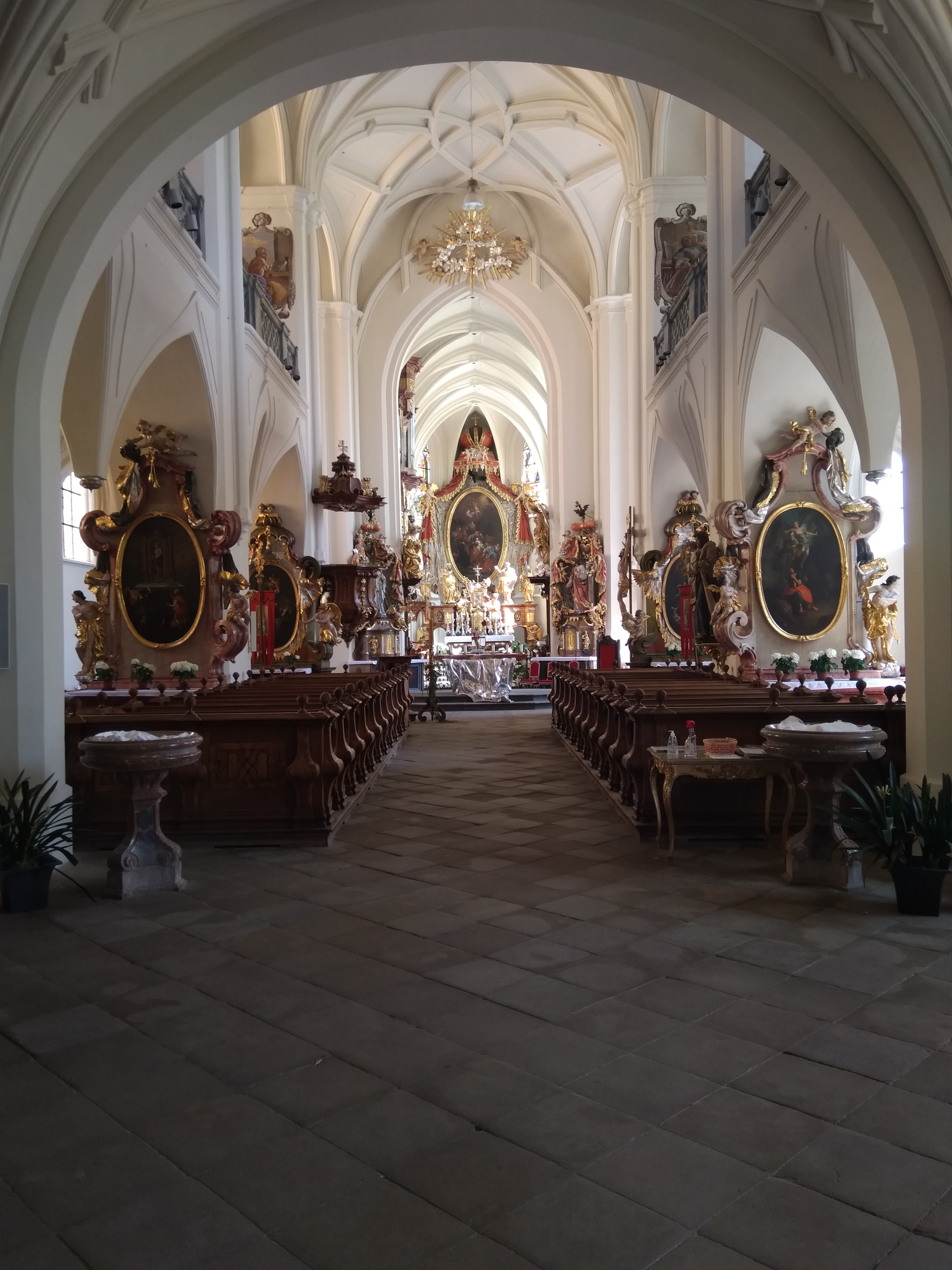
Interiér kostela

Důležitým prvkem Santiniho staveb je i členění líce kleneb žebrovými vzorci. Horní prostor všech tří lodí je zaklenut jednoduchými valenými klenbami s tříbokými výsečemi. „Na křížovém a kvazisíťovém rastru pak dominují kroužená žebra, formující obkročnou řadu čočkových a kosočtverečných obrazců ve vrcholech kleneb.“ Tato kompozice je inspirována klenbami chrámu sv. Barbory v Kutné Hoře. Empory jsou završeny soustavou plackových kleneb a valených „sedel“.
Další Santiniho invencí je proražení kleneb empor při styku bočních lodí s obvodovou zdí, v šíři vysokých oken. Tímto způsobem Santini přivádí do bočních lodí světlo.
Při celkovém pohledu na koncipování želivského chrámu je patrný rytmus, při kterém se střídají hloubkové a příčně prostorové části. Ustupující polygonální předsíň, hlavní loď, falešný transept tvořený vynechaným jedním polem bez empor a dlouhé kněžiště se vzdáleným oltářem. Santiniho koncept želivského kostela lze možno nazvat „cestou ke světlu“.
Zařízení kostela a chóru je velmi hodnotné, pochází z dob vrcholného baroka.  Hlavní oltář pochází z první třetiny 18. století, retabulum stojí nad původní mramorovou oltářní mensou z roku 1462. Santiniho oblíbený motiv drapérie připomíná rozevřený královský plášť, v jehož středu se nachází oltářní obraz Narození Panny Marie od malíře Václava Noseckého z Jihlavy. Vrchol oltáře tvoří koruna, po stranách jsou sochy proroků s reliéfy na soklech (Izaiáš, Jeremiáš, David, Ezechiel). Na stěnách u hlavního oltáře sochy sv. Petra a Pavla. Po obou stranách presbytáře se dochovaly dvě řady vyřezávaných chórových lavic zdobených intarziemi. Nápisy na římsách nad sedadly připomínají jména želivských opatů. Komponovaná řezba uprostřed jižní řady zakladatele kláštera Soběslava I. s českým lvem a podobná kompozice na severní straně obnovitele kláštera Ferdinanda II. Jedná se pravděpodobně o dílo řezbáře F. Netha z Humpolce. Z jeho dílny pocházejí také dvě řady intarzovaných lavic v hlavní lodi kostela. Červené opatské křeslo  v kněžišti pod vyřezávaným  baldachýnem  je na opěradle  zdobeno třemi andělskými hlavami. Nad křeslem je vyobrazen klášterní znak s opatským kloboukem.  Uprostřed presbyteria, před hlavním oltářem, se nachází kamenná deska, pod kterou jsou pohřbení želivští opati.
V triumfálním oblouku  jsou sochy Panny Marie od jihlavského řezbáře V. Hebbela a po stranách dva menší oltáře se závěsovými drapériemi jako repliky hlavního oltáře. Bohatá výzdoba oltářů v bočních lodích doprovází obrazy sv. Norberta a sv. Heřmana se signaturou A. Maulbertsch. Po pravé straně u vítězného oblouku je cínová křtitelnice z roku 1629. Další čtyři oltáře se nacházejí u pilířů hlavní lodi. 
V opatské sakristii se zachovaly intarzované barokní skříně a dřevěné ostění stěn. 

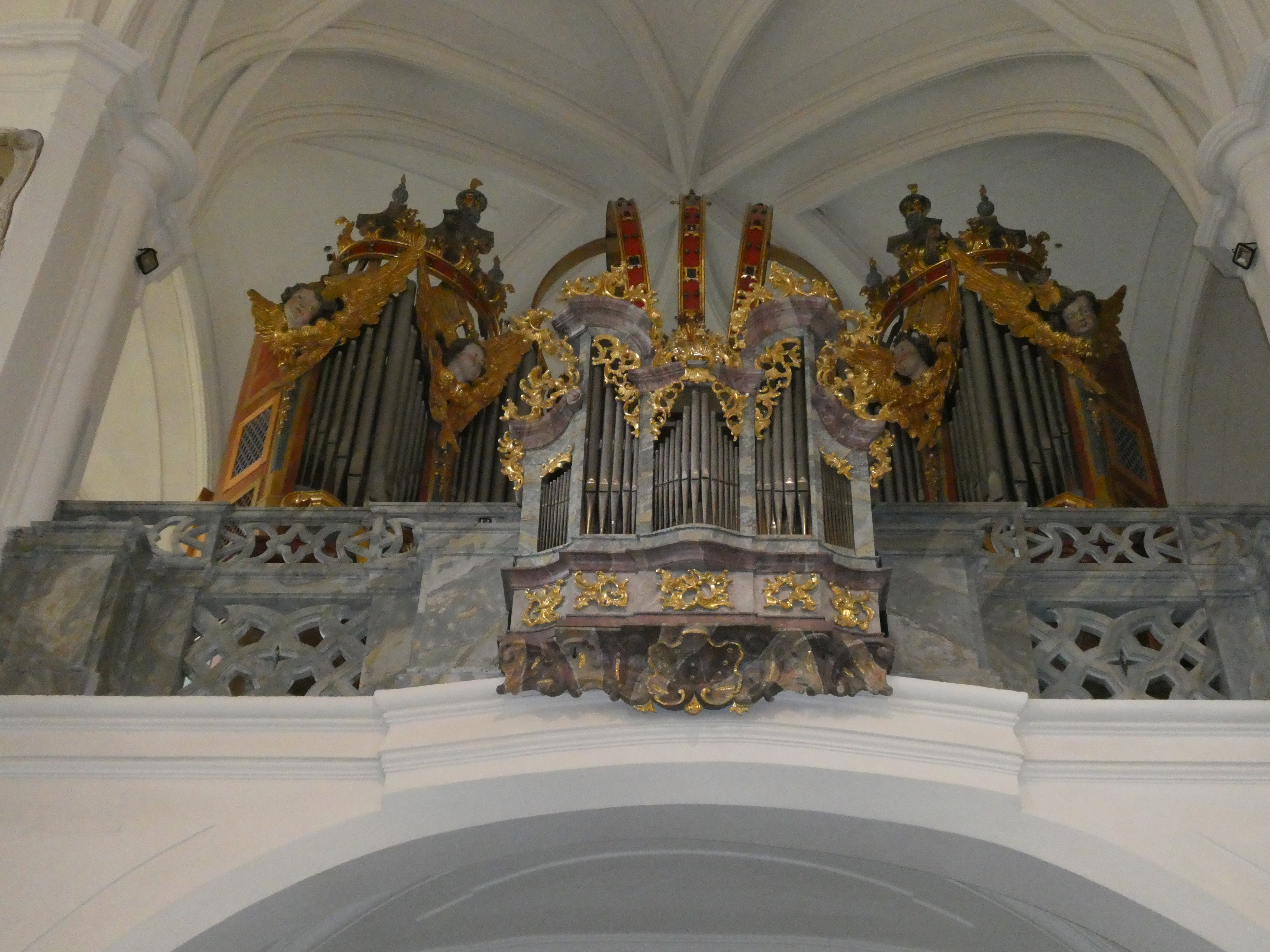
Hlavní varhany na kruchtě kostela

### Varhany
V kostele se nacházejí dvoje varhany: jedny velké na kruchtě kostela, druhé chórové nad kněžištěm.

#### Hlavní varhany
První varhany získal kostel v roce 1719. Dvoumanuálový nástroj s mechanickou trakturou a 25 rejstříky postavil Jiří Dvorský, varhanář z Prahy. Hrací stůl se nacházel v levé hlavní varhanní skříni. Zásah do varhan provedl roku 1780 varhanář František Pavel Horák, který přidal do zábradlí nový prospekt. V roce 1942 postavil Jan Tuček nový stroj s pneumatickou trakturou a kuželkovou vzdušnicí do původních skříní. Následuje tabulka rejstříků velkých varhan:
| I. manuál C–g3 |                   |       |
| 1.             | Bourdon           | 16′   |
| 2.             | Principal         | 8′    |
| 3.             | Gamba             | 8′    |
| 4.             | Flétna            | 8′    |
| 5.             | Copula major      | 8′    |
| 6.             | Kvintadena        | 8′    |
| 7.             | Salicional        | 8′    |
| 8.             | Principál italský | 4′    |
| 9.             | Oktáva            | 4′    |
| 10.            | Flétna koncertní  | 4′    |
| 11.            | Kvinta flétnová   | 2/3′  |
| 12.            | Superoktáva       | 2′    |
| 13.            | Tercie            | 13/5′ |
| 14.            | Mixtura velká     | 2/3′  |
| 15.            | Mixtura malá      | 1/3′  |
| 16.            | Trubka            | 8′    |
| 17.            | Klárinet          | 4′    |
| 18.            | Vox humana        |       |

| II. manuál C–g3 |                      |      |
| 19.             | Kvintadena           | 16′  |
| 20.             | Kryt                 | 8′   |
| 21.             | Kamzičí roh          | 8′   |
| 22.             | Aeolina              | 8′   |
| 23.             | Vox coelestis        | 8′   |
| 24.             | Principal            | 4′   |
| 25.             | Flétna krytá         | 4′   |
| 26.             | Kvinta               | 2/3′ |
| 27.             | Superoktáva          | 2′   |
| 28.             | Kvinta šumivá        | 1/3′ |
| 29.             | Klárinet (labiální!) | 8′   |
| 30.             | Dulciana             | 4′   |

| Pedál C–f1 |              |        |
| 31.        | Subbas       | 16′    |
| 32.        | Principalbas | 16′    |
| 33.        | Kvintadena   | 16′    |
| 34.        | Kvinta velká | 102/3′ |
| 35.        | Oktavbas     | 8′     |
| 36.        | Principalbas | 8′     |
| 37.        | Cello        | 8′     |
| 38.        | Kvinta       | 51/3′  |
| 39.        | Oktáva       | 4′     |
| 40.        | Kornet 3×    |        |
| 41.        | Pozoun       | 16′    |

Kromě spojek různých stopových délek, volných kombinací a dalších možností má varhaník také k dispozici zvonkohru.

#### Chórové varhany
Do zábradlí nad prostorem kněžiště umístil roku 1734 varhanář Jan Bohumír Hälbig ml. dvoumanuálový nástroj s mechanickou trakturou a zásuvkovou vzdušnicí. Pedál se nachází mimo malou varhanní skříň v prostoru oratoře. Zvukově jsou podle diecézního organologa Václava Uhlíře cennější než hlavní varhany. Dispozice varhan je následující:
| I. manuál C–c3 |           |    |
| 1.             | Principal | 8′ |
| 2.             | Dena      | 8′ |
| 3.             | Gamba     | 8′ |
| 4.             | Octava    | 4′ |
| 5.             | Quinta    | 3′ |
| 6.             | Octava    | 2′ |
| 7.             | Mixtura   |    |

| II. manuál C–c3 |              |      |
| 8.              | Copula major | 8′   |
| 9.              | Copula minor | 4′   |
| 10.             | Principal    | 2′   |
| 11.             | Quinta       | 1/2′ |

| Pedal C–f1 |          |     |
| 12.        | Subbas   | 16′ |
| 13.        | Octavbas | 8′  |